# Ours brun
Ursus arctos
Espèce
Répartition géographique
Statut CITES
Statut de conservation UICN

 LC  : Préoccupation mineure
L’Ours brun (Ursus arctos) est une espèce d’ours qui peut atteindre une masse corporelle de 130 à 700 kg. Le Grizzli (U. a. horribilis), l’Ours kodiak (U. a. middendorffi) et l’Ours brun mexicain (U. a. nelsoni) sont des sous-espèces nord-américaines, l'Ours brun d'Europe (U. a. arctos) est la principale sous-espèce eurasienne avec de multiples autres comme l'Ours Isabelle (U. a. isabellinus).
Cette espèce, qui fait localement l’objet de programmes de protection ou de réintroduction, notamment en France, a été extirpée au Liban, en Suisse, aux îles Britanniques et dans divers pays européens, notamment dans les zones de plaine (Luxembourg, Belgique, Pays-Bas, Danemark, etc.), parfois depuis de nombreux siècles. L'espèce était originellement présente dans toute l'Europe, et même en Afrique du Nord (Ours de l'Atlas).

## Caractéristiques
L'Ours brun peut vivre trente ans à l'état sauvage et jusqu'à quarante ans en captivité. L'Ours brun a une fourrure dans les teintes blondes, brunes, noires, ou une combinaison de ces couleurs. Les Ours bruns ont une grande bosse de muscles au-dessus de leurs épaules qui donne la force aux membres antérieurs pour creuser. Leur tête est grande et ronde avec un profil facial concave. Debout, cet ours atteint une hauteur de 1,5 à 3,5 mètres. Malgré leur taille, ils peuvent courir à des vitesses allant jusqu’à 55 km/h. Pour la marche, l’Ours brun est digitigrade des pattes avant et plantigrade des pattes arrière. C’est-à-dire qu’il pose en premier les « doigts » puis le talon de ses pattes antérieures et qu’il pose toute la plante de ses pattes postérieures en même temps.
Il est fréquent que deux mâles combattent pour une femelle ou l’appropriation d'un territoire. Néanmoins si le vainqueur se voit assuré de pouvoir féconder l'ourse, cela ne débouche pas sur un partenariat stable et l'ourse élève en général seule les oursons.
Avec ses trois paires de mamelles, disposées sur la poitrine et l’abdomen, la femelle fournit un lait fort nourrissant, riche en graisses, protéines et vitamines. L'instinct maternel développé de l'ourse la pousse à protéger ses petits de prédateurs tels que les pumas et les loups, mais également des mâles qui n’hésiteraient pas à les tuer aux fins de conquérir leur mère — comportement pareillement observable chez les lions et certains chiens de chasse. Le père ours peut aussi protéger ses petits des dangers même s'il est très rare qu'il leur accorde autant d'importance que la mère.

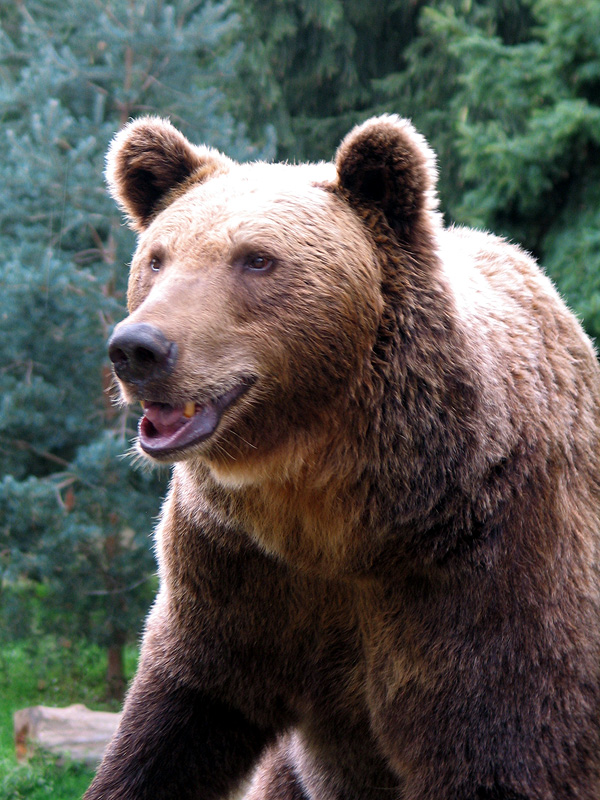
Ours brun, parc animalier des Pyrénées.
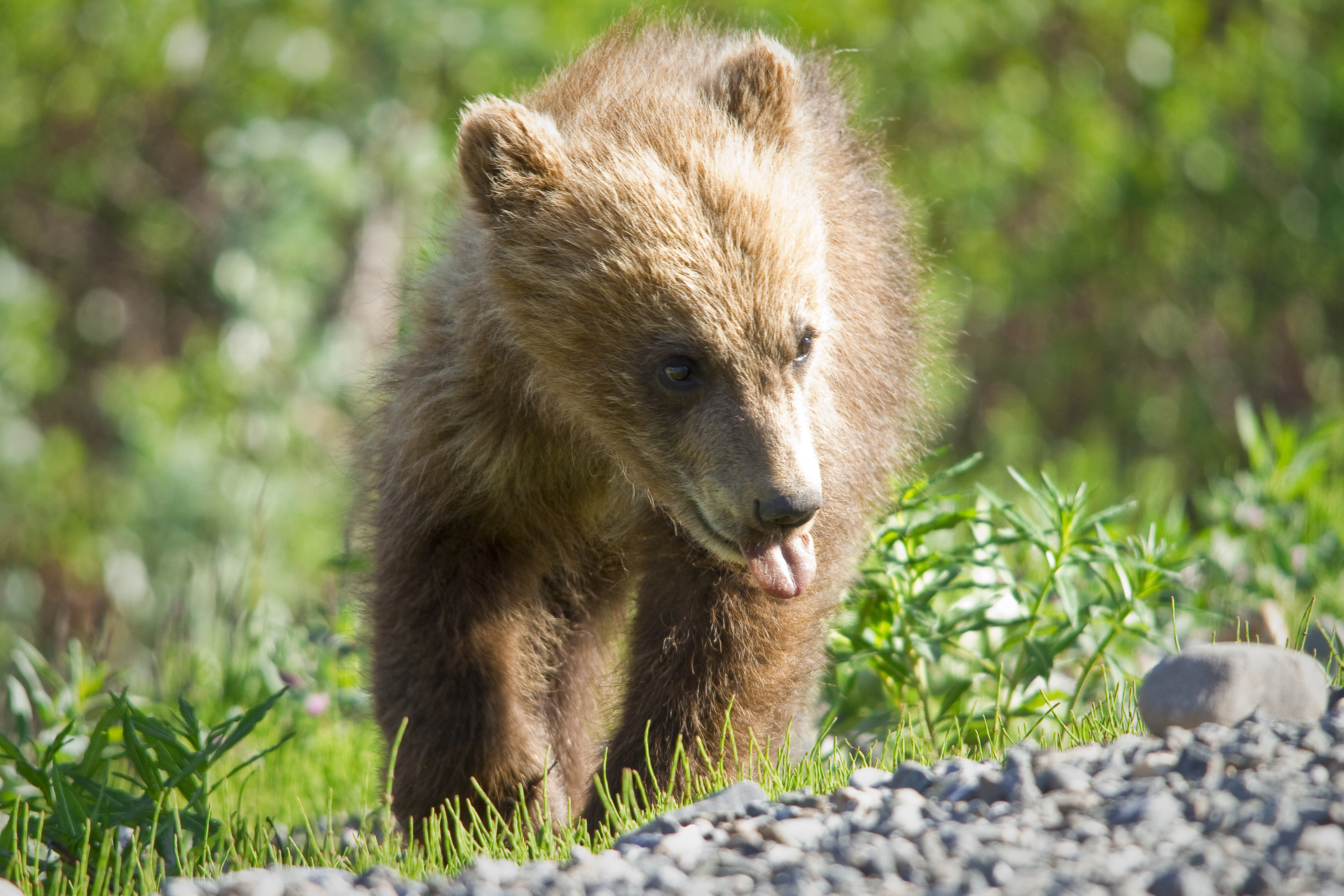
Juvénile.
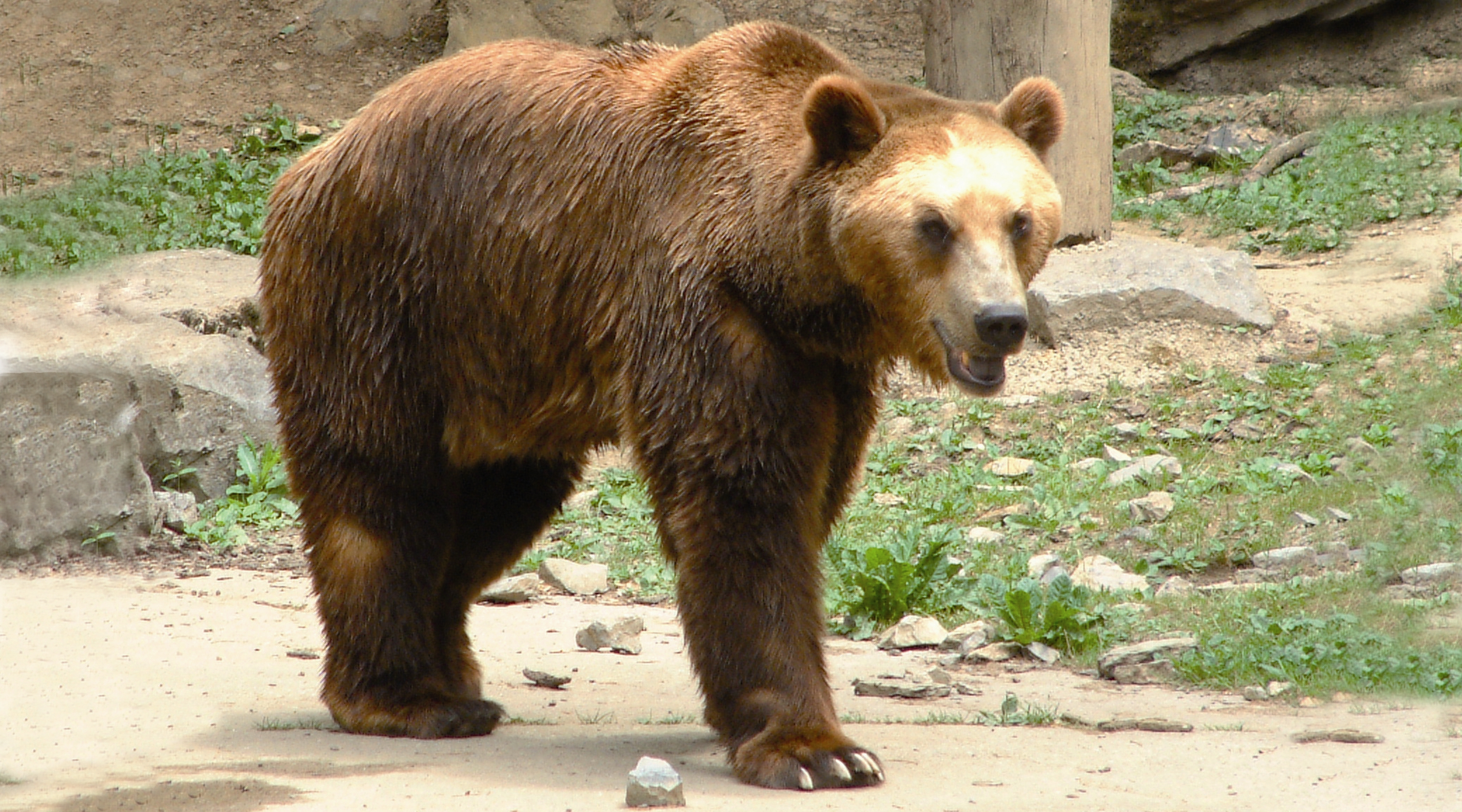
Un ours brun mâle du Domaine des Grottes de Han en Belgique.
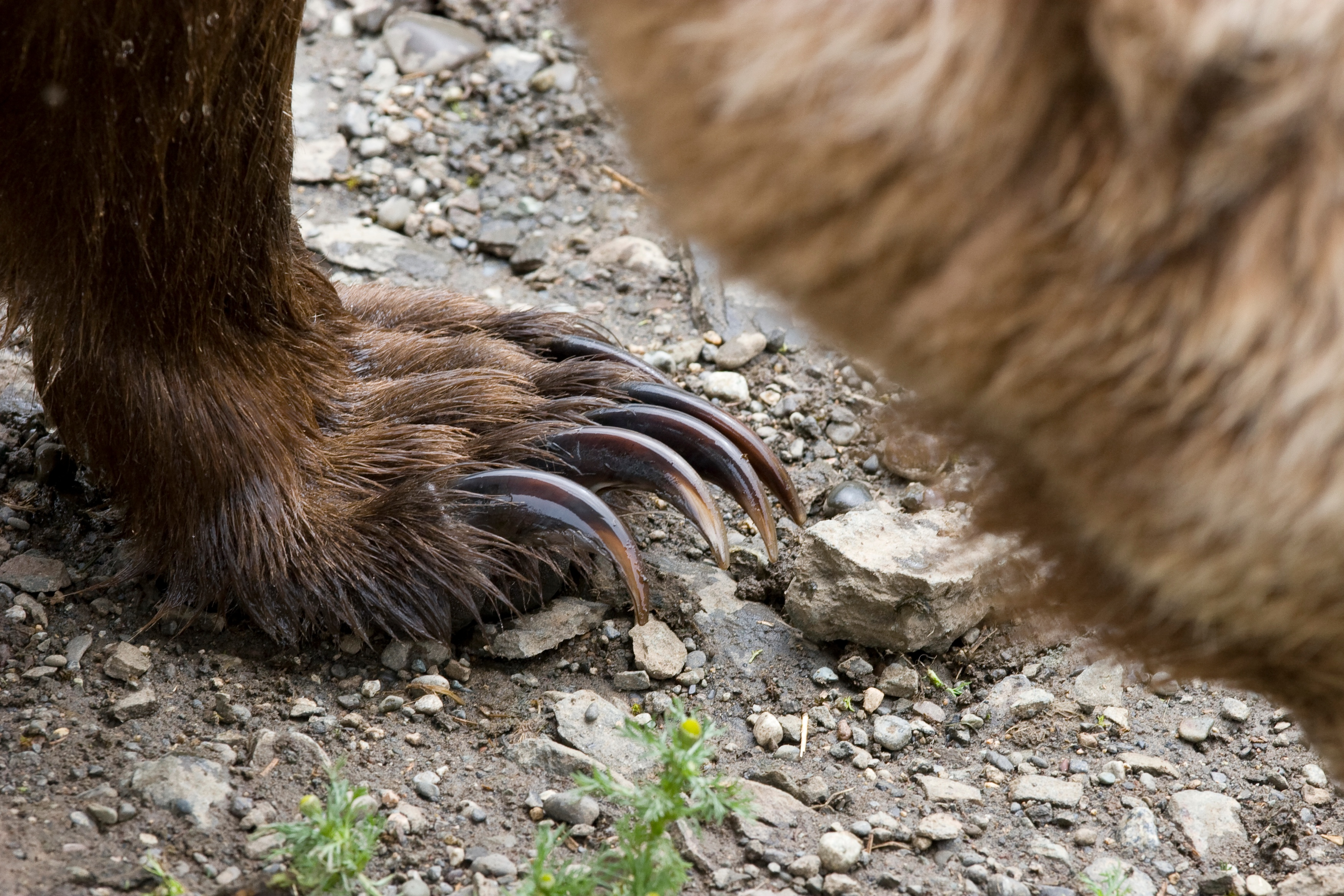
Les griffes.
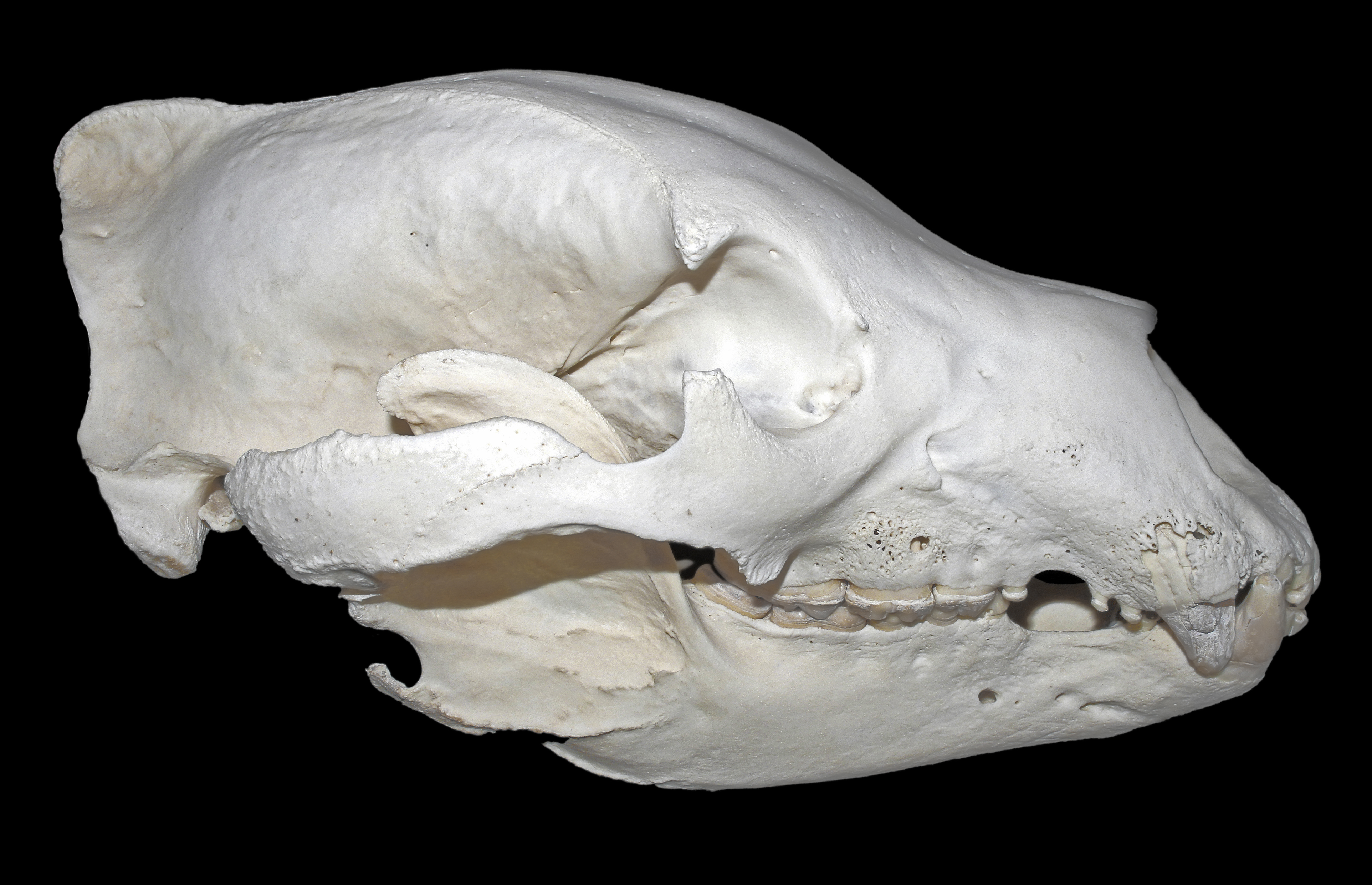
Crâne.
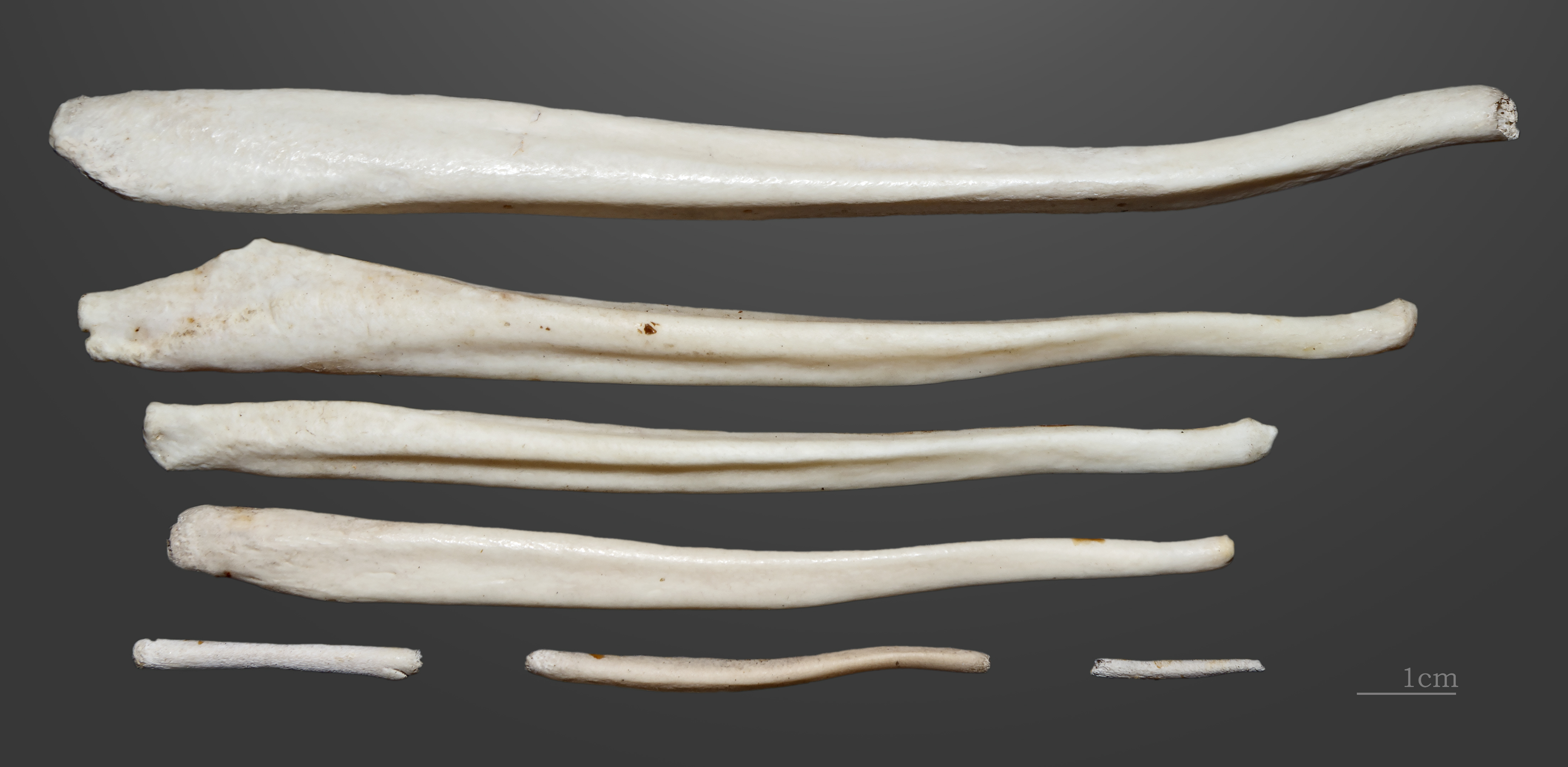
Os péniens MHNT.

## Répartition

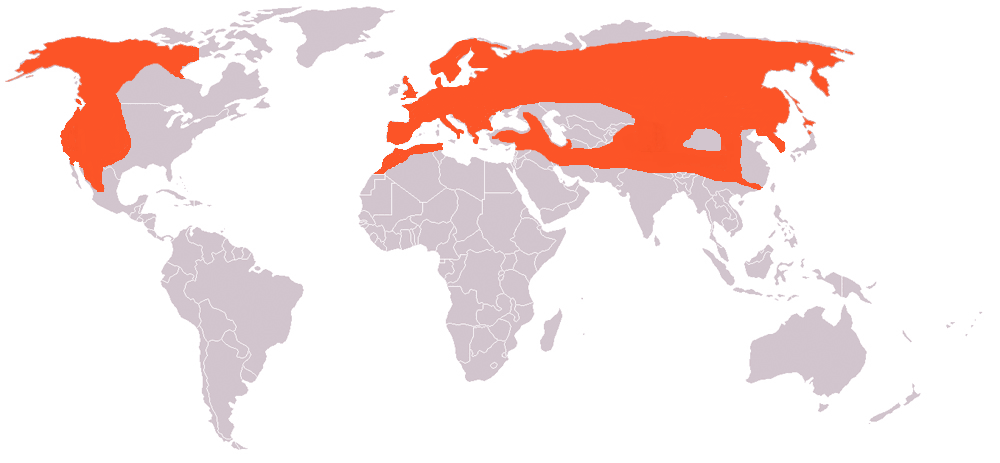
Répartition historique de l'Ours brun.

Autrefois indigènes en Asie, en Europe et en Amérique du Nord, les Ours bruns sont maintenant éteints dans de nombreuses régions et ont vu leur nombre considérablement réduit dans d’autres. L'espèce se maintient mieux dans les forêts boréales et dans certains massifs montagneux.

### Amérique du Nord
En Amérique du Nord, l’Ours brun est réparti de l’Est de l’Alaska aux territoires du Nord-Ouest, et plus au sud se trouve en Colombie-Britannique et dans la moitié occidentale de l’Alberta. Des populations isolées existent dans le Nord-Ouest de l’État de Washington, dans le Nord de l’Idaho, dans le Montana, et dans le Nord-Ouest du Wyoming, mais il existe des preuves que ces populations sont en croissance ; ils récupèrent l'habitat. La sous-espèce Ursus arctos horribilis (le Grizzli) est l’Ours brun commun de l’Amérique du Nord continentale ; la sous-espèce Ursus arctos middendorffi (d’Ours kodiak), la plus grande de toutes les espèces d’ours avec l’Ours polaire, vit en Alaska dans les îles de l'archipel Kodiak (Kodiak, Afognak et Shuyak). La sous-espèce Ursus arctos nelsoni habitait dans le Nord du Mexique.
Une petite population d’ours bruns, dénommés populairement « ours cannelle », vit dans des forêts de feuillus de l’ouest du Québec. Cette population est protégée, chasse et piégeage sont interdits sur ce territoire.

### Asie
En Asie, l'espèce reste assez bien représentée, comprenant de nombreuses sous-espèces : l'Ours brun de l'Oussouri (Sibérie orientale, Japon), l'Ours brun du Kamtchatka (Kamtchatka), l'Ours de Gobi (très menacé, désert de Gobi), l'Ours brun de Syrie (Proche-Orient), et enfin l'Ours bleu du Tibet et l'ours Isabelle (Himalaya).

### Europe
L’habitat des Ours bruns du Vieux Continent coïncide avec les reliquats des forêts de la préhistoire, qu’elles soient nordiques ou montagnardes. La Russie et la Scandinavie abritent aujourd’hui avec les Balkans et les Carpates leurs principales populations. L'ours dans les Alpes a une population située principalement en Slovénie liée à une petite population d'une centaine d'individus dans le parc naturel Adamello Brenta en Italie qui commence à s'étendre dans les Alpes suisses. Dans les Pyrénées françaises et espagnoles, des réintroductions d'ours capturés en Slovénie ont permis d'éviter l'extinction d'une population relictuelle, autrefois continue avec celle des monts Cantabriques,.
L'Ours brun marsicain, constitue une sous espèce endémique des Apennins en Italie.

## Démographie
La population totale des Ours bruns est estimée à environ 200 000 dans le monde. Les plus grandes populations vivent en Russie, avec 120 000 ours, aux États-Unis avec 32 500 ours et au Canada avec 21 750 ours. En Europe, il y en a environ 14 000, séparés en dix populations distinctes. On trouve de petites populations d'ours bruns isolées dans plusieurs pays d’Europe, de l’Espagne à la Bulgarie. En Italie, entre 1999 et 2002, sept femelles et trois mâles capturés en Slovénie ont été relâchés dans le Trentin où subsistaient trois ours
En réduction depuis l’époque romaine, l’Ours brun était encore présent vers l’an mille dans toutes les forêts de montagne françaises mais les zones d’habitat se réduisirent au XVIe siècle aux parties les plus inaccessibles des Vosges, du Jura, du Massif central, des Alpes et des Pyrénées. À la fin du XVIIIe siècle, le développement des activités humaines comme le pastoralisme, l’exploitation des forêts ou l’utilisation des armes à feu accentua sa disparition et au milieu du XIXe siècle sa présence ne fut plus constatée que dans quatorze départements du Jura, des Alpes et des Pyrénées. Il disparut d’abord du massif jurassien vers 1860 puis des Alpes (estimations : 300 ours en 1800, 70 en 1860, 20 en 1900, dernière observation en 1937 dans le Vercors) pour ne subsister que dans les Pyrénées où sa population atteignit quasiment l’extinction à la fin du XXe siècle. L’ours a marqué les traditions orales et de nombreuses excavations ont conservé le souvenir de sa présence (« grotte de l’ours » dans le département du Jura à Chaux-des-Crotenay, Foncine-le-Bas, Rosay)
Au massif du mont Pilat (Loire), les derniers Ours bruns furent observés entre 1881 et 1885.
En 1995, la France comptait une population d’ours brun relictuelle de cinq individus dans les Pyrénées occidentales. Sans la capture en Slovénie et le relâcher de deux femelles en 1996 et d’un mâle en 1997 dans le cadre du programme de réintroduction en Pyrénées centrales, l’Ours brun était condamné à une disparition certaine. Mais en 1997 et en 2004, deux ourses suitées, Mellba d’origine slovène et Cannelle la dernière ourse de souche pyrénéenne, ont été abattues par des chasseurs. La réintroduction a permis de faire remonter la population à une quinzaine d’individus en 2005 mais ne pouvant être considérée comme viable à long terme, pour cause de nombre trop faible de femelles, et de problèmes de consanguinité. Il s’est avéré que les deux femelles réintroduites s’étaient accouplées sur leur territoire d’origine avec le mâle lui aussi réintroduit. Cette situation a conduit le gouvernement français à mettre en œuvre un plan de renforcement avec un apport de quatre nouvelles femelles et d'un mâle au printemps 2006. Un nouveau plan de réintroduction était à l'étude pour la fin du quinquennat de Nicolas Sarkozy. Ce plan n'a finalement pas abouti, ce qui, en 2012, a conduit la commission européenne à adresser une mise en demeure au gouvernement français afin de relancer sa politique en faveur de la biodiversité. Ceci étant, le nombre d'ours dans les Pyrénées augmente. En 2016, par exemple, 39 individus ont été détectés (dont trois sont morts dans l'année), soit sept ours de plus qu'en 2015. Les 4 et 5 octobre 2018, deux ourses slovènes ont été relâchées par l'office national de la chasse et de la faune sauvage dans les Pyrénées occidentale, où ne subsistaient plus que deux ours mâles dont Cannellito, le dernier de souche pyrénéenne et l'une d'elles a eu une portée de deux oursons durant l'hiver.
En 2018, la population est estimée à au moins 40 individus.

## Mode de vie et alimentation

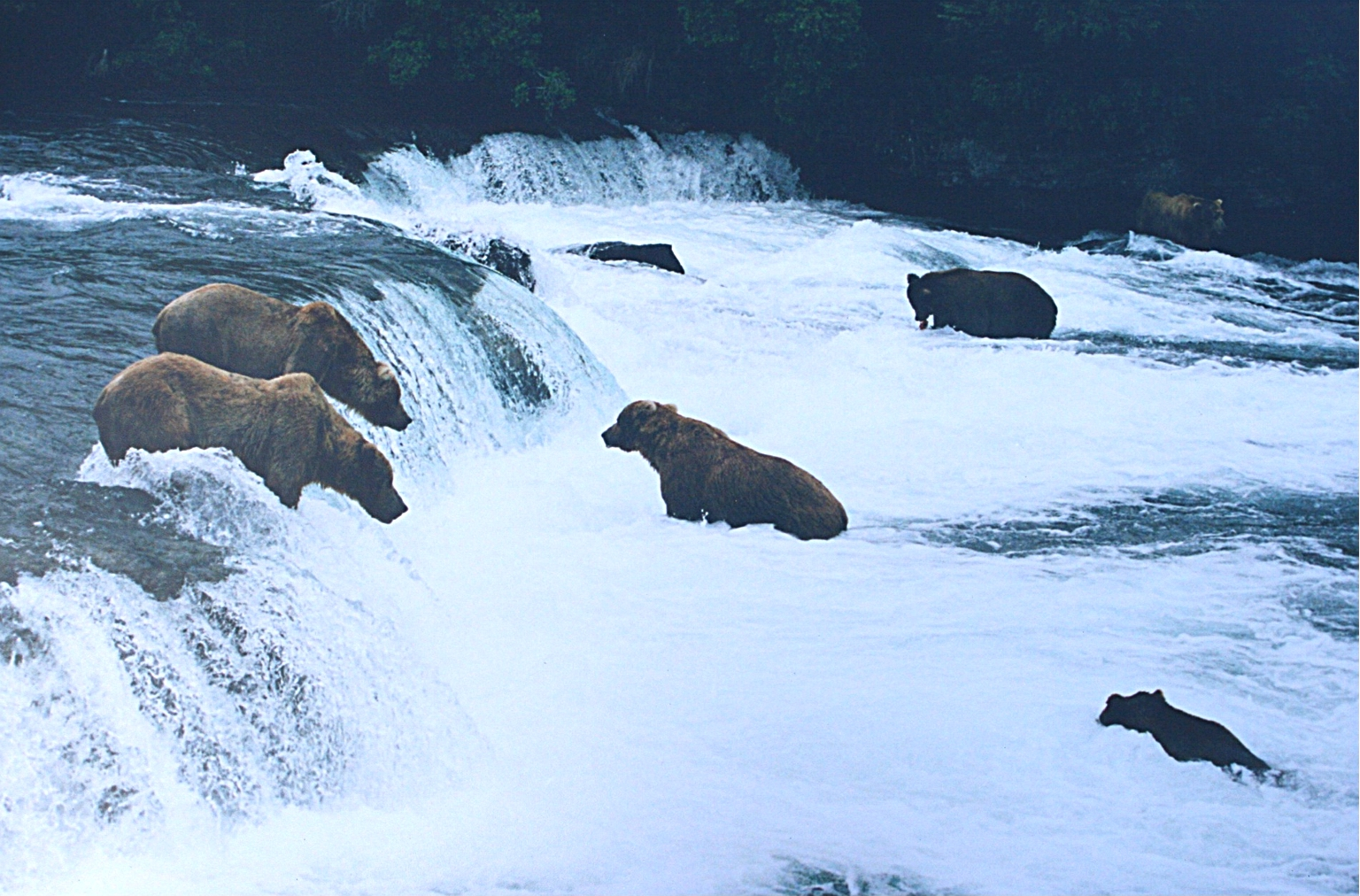
Un groupe d'Ours bruns à la pêche dans les Brooks Falls (Alaska).

L’Ours brun est principalement diurne surtout en Amérique du Nord.
En été il accumule jusqu'à 180 à 200 kg de graisse, réserve dans laquelle il puise pour tenir l’hiver, période durant laquelle il devient léthargique. Bien qu’il ne soit pas un vrai animal hibernant et qu’il puisse être réveillé facilement, l'Ours brun hiverne en ayant l'habitude de s’abriter dans des endroits protégés telle qu’une caverne ou une crevasse pendant les mois de la saison froide.
Omnivore, il se nourrit de plantes, dont les baies, les racines, et les pousses, champignons et surtout poissons, insectes et petits mammifères comme le renard. L’Ours brun est en grande partie végétarien, tirant jusqu'à 75 % de ses calories des matières végétales. Il adapte son régime alimentaire aux ressources locales et saisonnières (ainsi certains ours mangent un énorme nombre de papillons nocturnes (mites) en été, parfois jusqu'à 40 000 par jour, pouvant retirer jusqu'à un tiers de leurs calories de ces papillons).
Les ours attaquent régulièrement des ruches. Ce sont les larves d'abeilles que l'ours apprécie tout particulièrement. L'ours mange l’entièreté de la ruche  abeilles et larves comprises.
Normalement solitaires, les ours se rassemblent à côté des cours d’eau et des fleuves pendant la remontée et le frai du saumon. Tous les deux ans les femelles mettent au monde un à quatre jeunes qui pèsent seulement 500 grammes à la naissance. Ce phénomène devient plus rare en raison d'une raréfaction du saumon sauvage.
Les méthodes classique d'évaluation des populations sous-estiment probablement la taille de la métapopulation ursine. Les méthodes dites non invasives basées sur la photo automatique en infrarouge et sur l'analyse de l'ADN (de poils ou de fèces) permettent, à moindre coût, depuis peu, de mieux évaluer les populations locales, et aussi de mieux comprendre la génétique des populations de l'Ours brun, sans interférer avec l'espèce et avec moins de stress pour les individus (par rapport à la pose de radiobalises). C'est ainsi qu'on a évalué une population d'ours suédois à 550 individus environ (482-648) dans une aire de 49 000 km2 et 223 (188-282) ours étaient présents dans une aire de 7 328 km2. Comme les autres méthodes, elles impliquent cependant un effort d'échantillonnage suffisant.
Depuis 2011, l'utilisation récente de nouveaux colliers émetteurs (intégrant une caméra enregistrant des séquences de 10 secondes toutes les 5 à 15 minutes durant plus d'un mois) a apporté des données nouvelles sur le comportement d'une petite population nord-américaine d'Ours bruns de mi-mai à fin juin (période choisie car les petits d'orignaux et de caribous y sont les plus disponibles pour les ours) : 100 heures de film exploitable (36 376 clips) ont permis de décrire l'emploi du temps des ours ainsi suivis. 60,5 % de leur temps était consacré au repos, 21,3 % aux déplacements, pour seulement 6,3 % consacrés à l'alimentation. Dans cette région au printemps plus de la moitié des repas étaient de la chair d'Orignal ou de Caribou, avec 20 % environ de nourriture végétale en complément, et 12 % de viande d'orignal adulte, plus quelques lièvres d'Amérique, cygnes. Et un cas de cannibalisme a été documenté : un ours mâle de dix ans a tué et mangé une femelle de six ans. Cette étude a permis de réévaluer (à la hausse) le nombre de proies tués par les ours dans cette région. Il a aussi montré que certains ours tuent beaucoup plus de proies que les autres (l'un a tué quarante-quatre jeunes herbivores en 25 jours pendant qu'un autre en tuait seulement sept en 27 jours).
En saison de reproduction les mâles se montrent très agressifs envers les petits des femelles. Ils cherchent à les tuer. À ce moment, certaines femelles se rapprochent des habitations de l'homme, semble-t-il, pour se protéger des mâles. Ce phénomène, appelé "Bouclier humain", a aussi été observé chez une espèce d'antilope menacée qui se rapproche chaque nuit de troupeaux de pasteurs, sans doute pour mieux échapper à la prédation par les hyènes qui se savent en danger près de ces troupeaux.

## Systématique
L'espèce Ursus arctos a été décrite par le naturaliste suédois Carl von Linné en 1758.
La localité type est Type "Sylvis Europæ frigidæ" réduite par le zoologiste Thomas (1911) au Nord de la Suède.

### Taxonomie
Les sous-espèces de l’Ours brun ont été énumérées comme suit ; cependant, il y a peu d'accord sur la classification.
- Ursus arctos arctos, Ours brun d'Europe ;
- Ursus arctos beringianus, Ours brun du Kamtchatka ;
- Ursus arctos crowtheri, Ours de l'Atlas †[21] ;
- Ursus arctos gobiensis, Mazaalai ou Ours de Gobi ;
- Ursus arctos horribilis, Grizzli ;
- Ursus arctos isabellinus, Ours isabelle ;
- Ursus arctos marsicanus, Ours brun de l'Apennin ;
- Ursus arctos middendorffi, Ours kodiak ;
- Ursus arctos lasiotus, Ours brun de l'Oussouri ;
- Ursus arctos nelsoni, Grizzli mexicain (probablement éteint) ;
- Ursus arctos pruinosus, Ours bleu du Tibet ;
- Ursus arctos syriacus, Ours brun de Syrie.

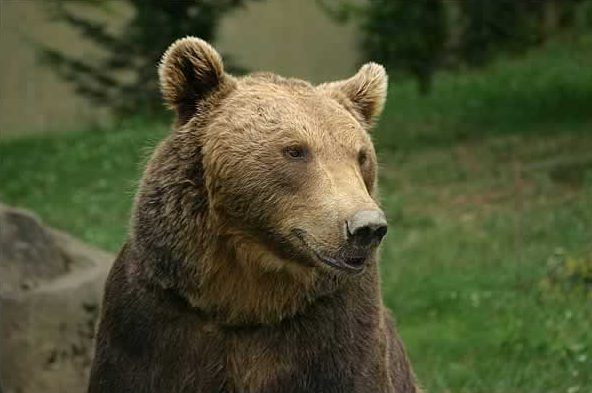
Ursus arctos arctos.
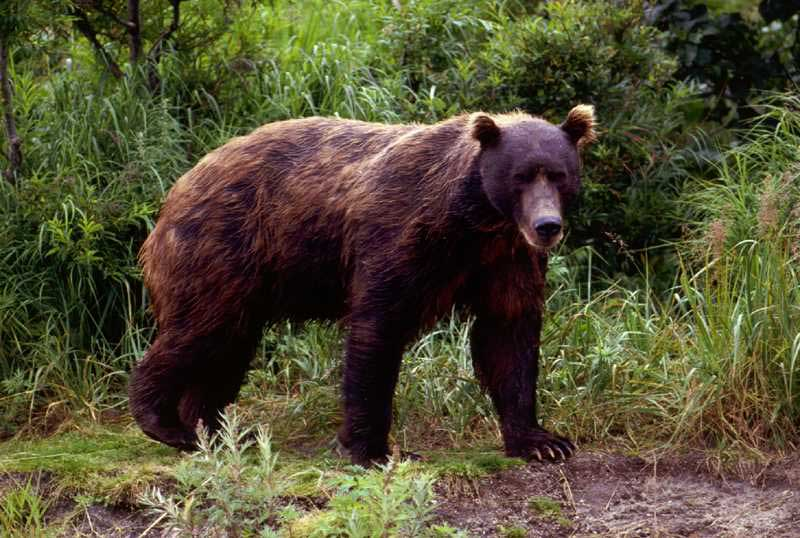
Ursus arctos beringianus.
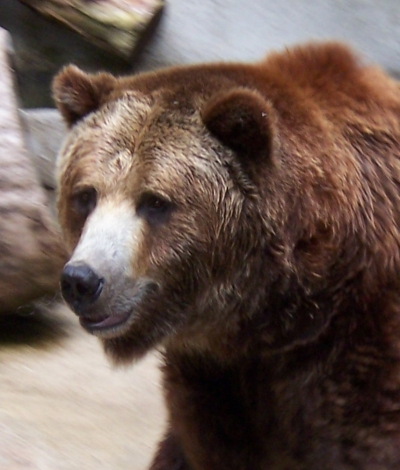
Ursus arctos horribilis.
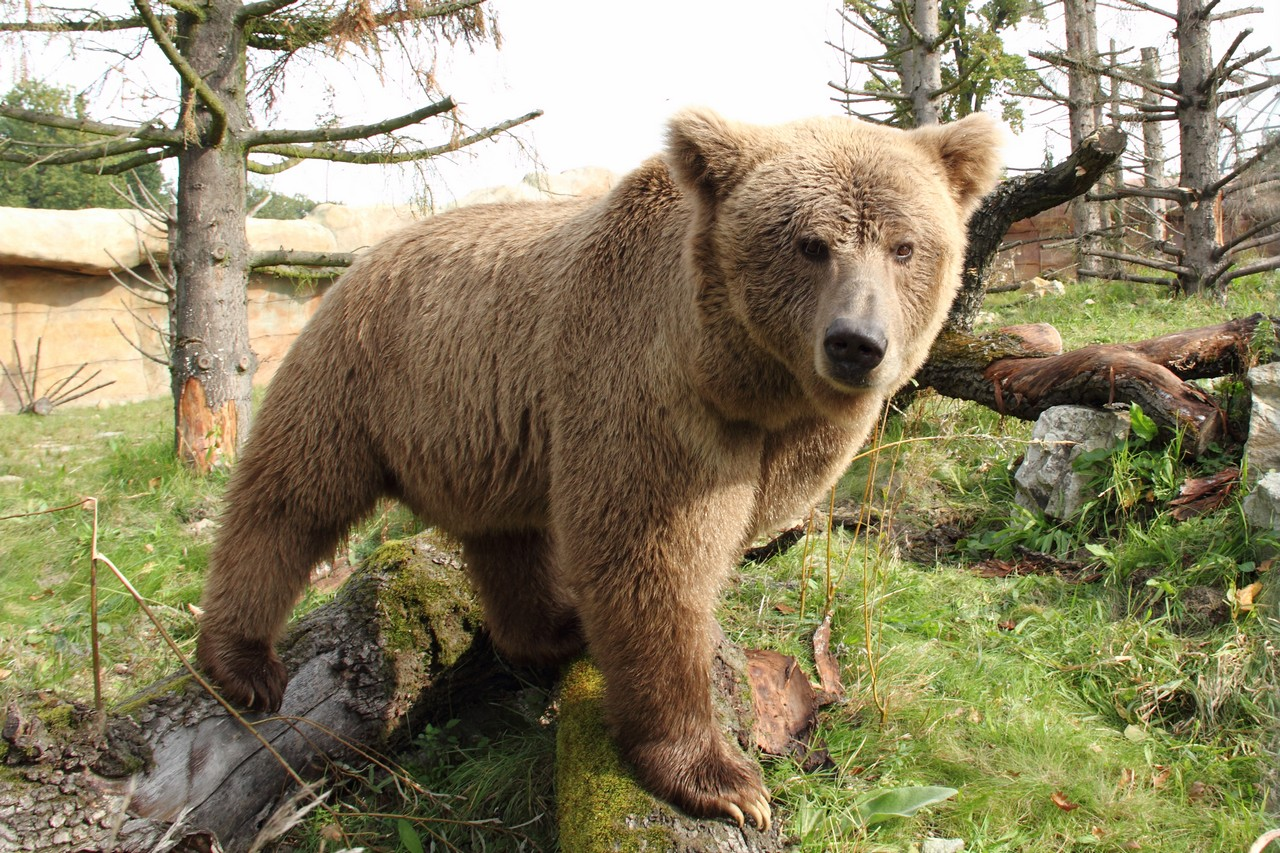
Ursus arctos isabellinus.
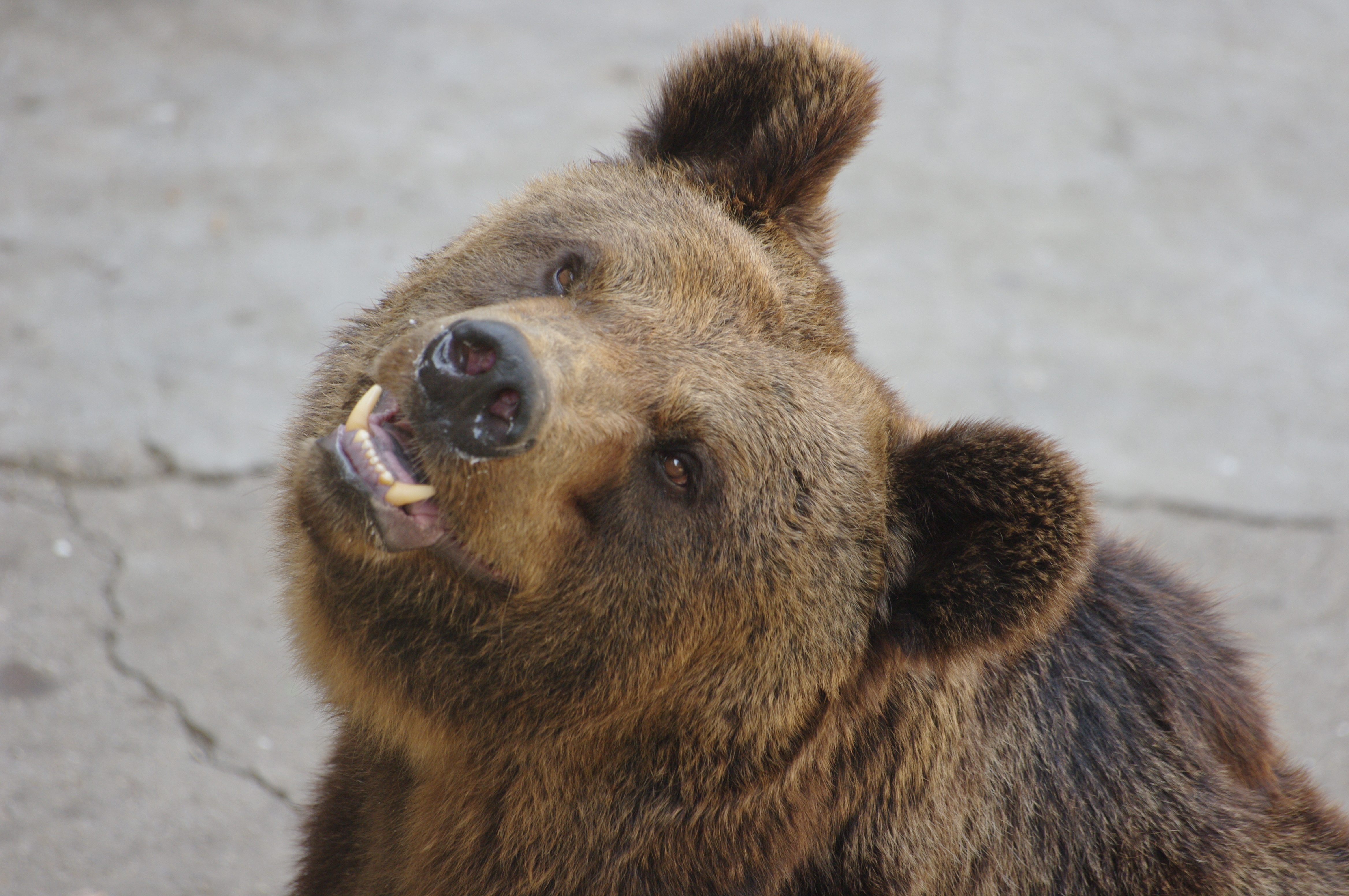
Ursus arctos lasiotus.
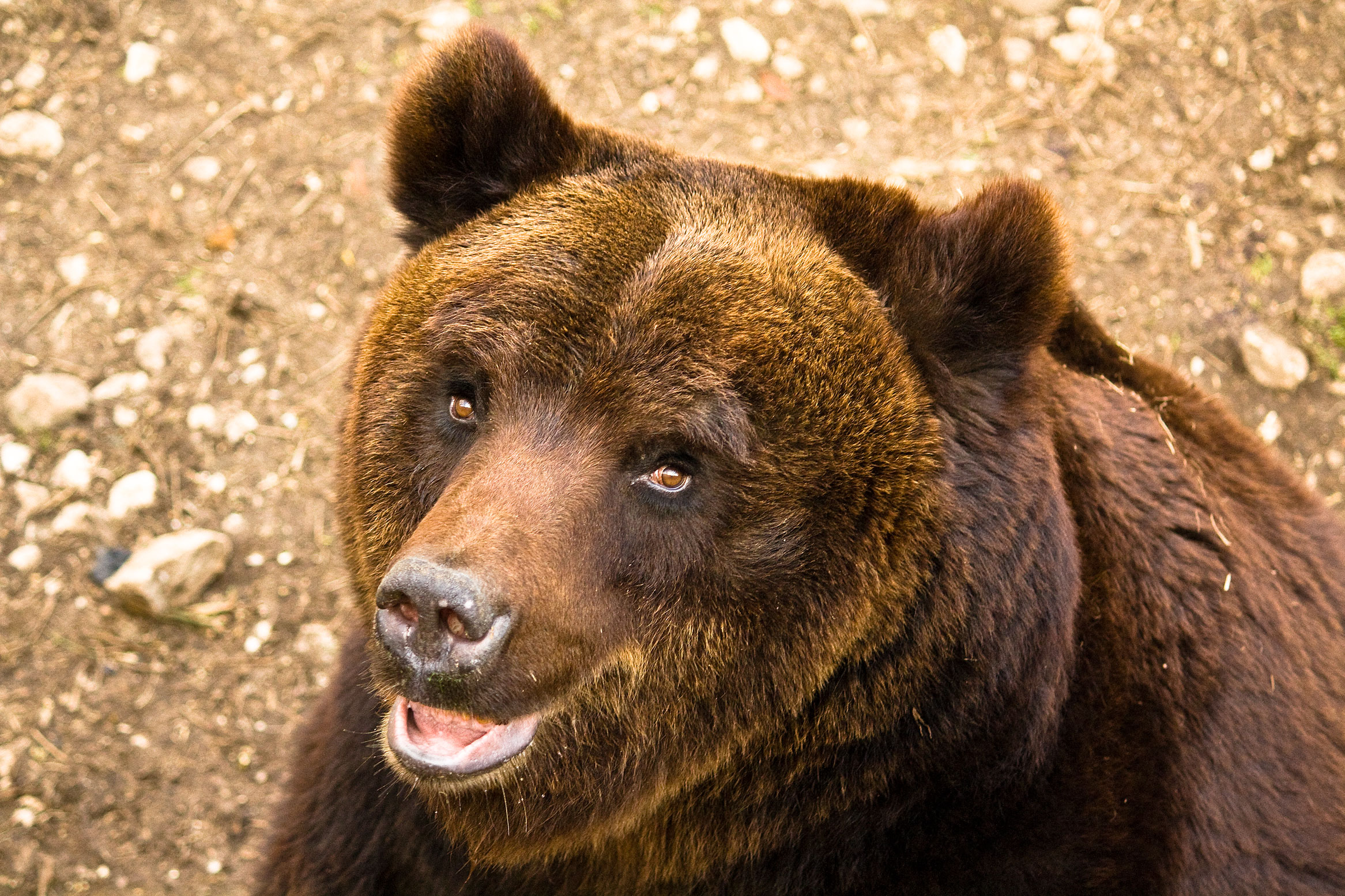
Ursus arctos marsicanus.
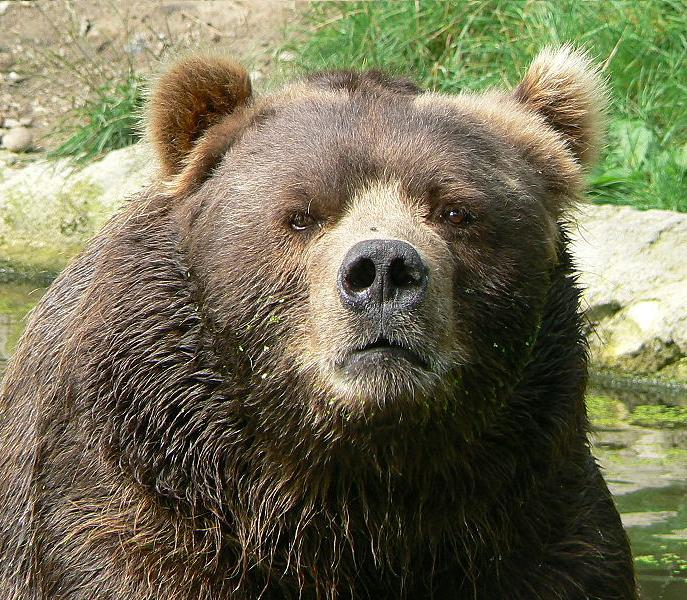
Ursus arctos middendorffi.
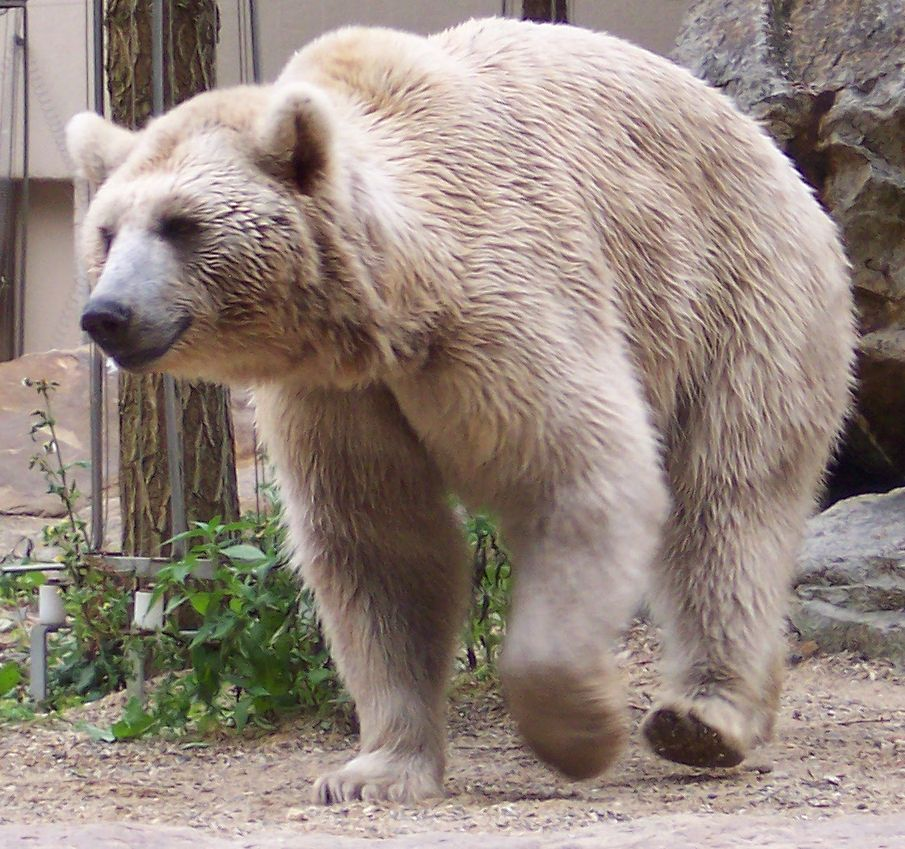
Ursus arctos syriacus.

Selon Catalogue of Life :
- Ursus arctos alascensis Merriam, 1896 ;
- Ursus arctos arctos Linnaeus, 1758 ;
- Ursus arctos beringianus Middendorff, 1851 ;
- Ursus arctos californicus Merriam, 1896 ;
- Ursus arctos collaris F. G. Cuvier, 1824 ;
- Ursus arctos crowtheri Schinz, 1844 ;
- Ursus arctos dalli Merriam, 1896 ;
- Ursus arctos gyas Merriam, 1902 ;
- Ursus arctos horribilis Ord, 1815 ;
- Ursus arctos isabellinus Horsfield, 1826 ;
- Ursus arctos lasiotus Gray, 1867 ;
- Ursus arctos middendorffi Merriam, 1896 ;
- Ursus arctos pruinosus Blyth, 1854 ;
- Ursus arctos sitkensis Merriam, 1896 ;
- Ursus arctos stikeenensis Merriam, 1914 ;
- Ursus arctos syriacus Hemprich & Ehrenberg, 1828.

## L'Ours brun et l'homme

### Préhistoire
Un squelette de néandertalien a été découvert dans la grotte du Regourdou, à proximité de Lascaux, dans une sépulture datant de 70 000 ans AP sous une dalle monolithe de 850 kg et associé aux restes d’un Ours brun. Il a longtemps été considéré comme l’un des plus anciens indices d’adoration de l’ours mais cette version est discutée aujourd’hui.
À Chauvet, des crânes d’ours disposés en cercle ont été découverts ; l’un d’eux était volontairement posé sur un rocher au centre d’une des salles ornées de la grotte. À Montespan, il y a 17 000 ans, la statue d’un ours était façonnée dans l’argile. Dans la grotte basque d’Ekain, toutes les représentations animales sont orientées vers la niche aux ours (artzei).
L’archéologie livre de rares attestations directes de chasse à l’ours, notamment des impacts de projectiles en silex fichés dans les restes osseux de plantigrades. La grotte du Bichon (Suisse), datée du Paléolithique supérieur (Azilien) en offre un exemple exceptionnel : on y a trouvé deux squelettes entrelacés d'un homme et d'une ourse, avec un fragment de silex fiché dans une vertèbre de cette dernière. Cette découverte a été interprétée comme un accident de chasse. L'homme chassait l'ourse, qui s'est réfugiée dans la cavité, blessée. Le chasseur, pensant qu'elle était morte, s'engouffra dans la grotte, et se fit attaquer par sa proie qui, en réalité, vivait encore. L'homme périt de l'attaque de l'ourse et cette dernière, trop blessée, succomba elle aussi à ses blessures. La fouille intégrale du site a également révélé un grand nombre d'éclats de silex, notamment des pointes à dos courbe et des têtes de projectiles, qui faisaient probablement partie de l'équipement du chasseur, âgé d'environ 23 ans selon l'étude anthropologique.

### Rencontres et échanges
L'homme et l'ours vivant sur des territoires proches, les rencontres sont nombreuses, surtout autour des troupeaux. La chasse à l'ours a été une réalité en France jusqu'au milieu du XXe siècle. Parfois, les rejetons d'ourses tuées étaient dressés par les hommes qui faisaient les « montreurs d'ours » dans les foires et les fêtes, certains voyageront jusqu'en Amérique avec leur ursidé.

### Mythologie de l’ours brun

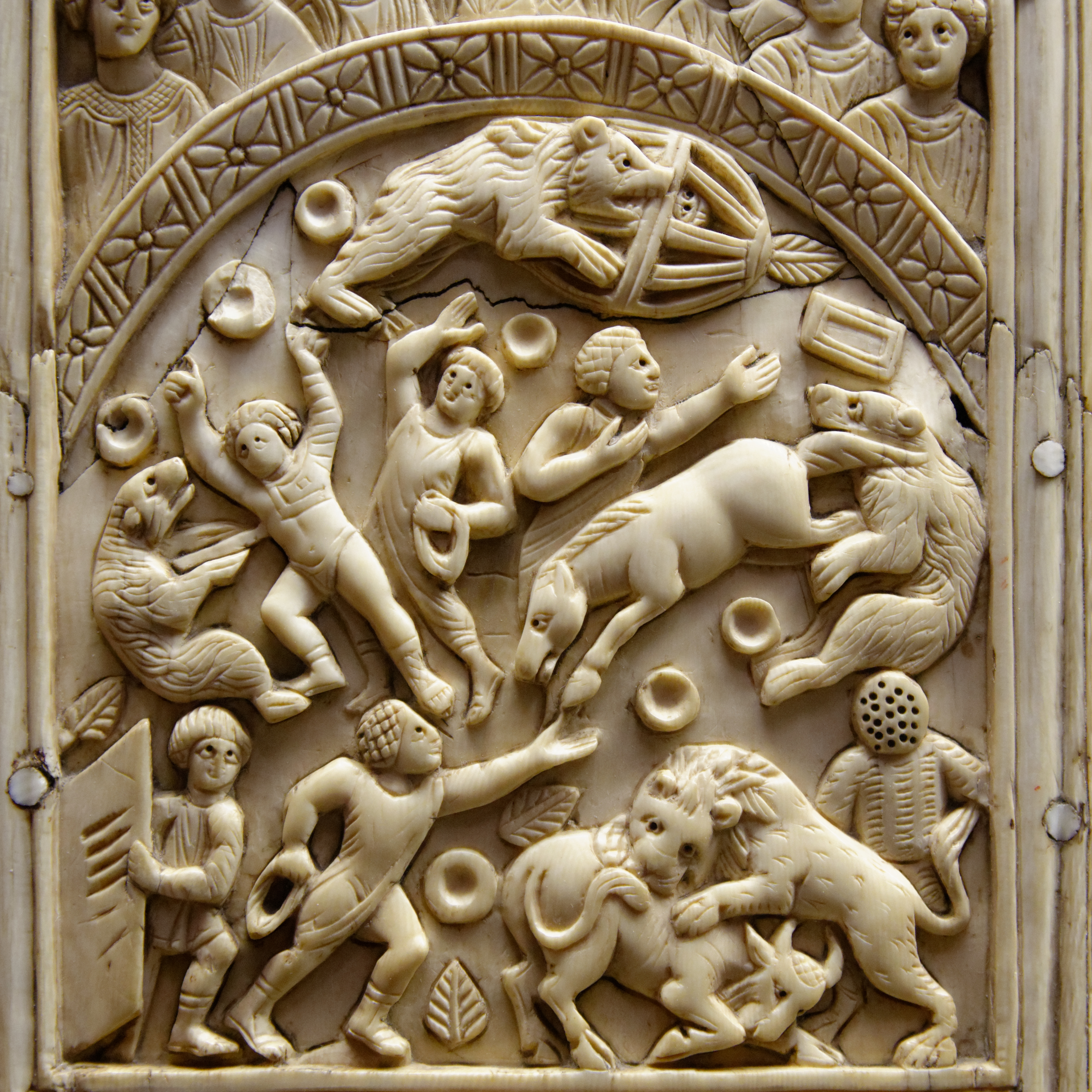
L'ours faisait partie des animaux utilisés par les Romains dans les cirques (ivoire byzantin du Musée national du Moyen Âge, Cluny).

En Bulgarie, en Roumanie, dans les Balkans, en Asie, en Yougoslavie, chez les Indiens d’Amérique du Nord comme dans les Pyrénées, l’ours fut longtemps considéré comme l’ancêtre de l’homme ou encore comme un homme sauvage ; souvent même il avait le statut d’un dieu. Son attitude parfois proche de l’humain lui a valu cet anthropomorphisme. Ainsi, quand il se dresse sur ses pattes arrière tel un homme, les Béarnais le nomment « lo pè-descauç », le va-nu-pieds, ou encore « lo Mossur », le Monsieur. Cette apparente ressemblance avec l'homme a donné naissance dans l'Ouest des Pyrénées françaises à la légende de Jean de l'Ours, fruit des amours entre un ours et une femme.
Les peuples nordiques et celtes représentaient l'ours comme le roi des animaux et comme un symbole de puissance. L'Église a cependant diabolisé cet animal durant le Moyen Âge afin de combattre le paganisme, et son statut de monarque des animaux en Europe a été peu à peu cédé au lion, animal traditionnel du christianisme.
Pour les Basques, c’est « Hartza ». Il a également laissé son nom dans l’appellation de grandes figures historiques, chez des divinités ou en anthroponymie et en toponymie : Arthur, Artémis, Artehe, Artahe (en), Artio, l’Arctique, Bernard, Madrid (pour le blason), Berlin ou Berne, peut-être aussi García.
Dans la Russie, l'image de l'ours est très utilisée pour représenter symboliquement la nation, au moins depuis le XIXe siècle.
L’ours étant autrefois un symbole de résurrection et de fertilité, l'Église s’est efforcée de faire la guerre à ces anciens cultes animistes.

### Dans la culture populaire
La série de livres illustrés Petit Ours Brun met en scène une famille d'ours bruns qui a par la suite été adaptée à la télévision.
Le redoutable animal peut également se déguster sous la forme d'une sucrerie à base de guimauve très prisée des petits enfants.